# Poder Femenino
Poder Femenino (PF) fue un movimiento político chileno que agrupó a mujeres opositoras al gobierno democrático de la Unidad Popular, encabezado por el presidente Salvador Allende. Tras el golpe de Estado del 11 de septiembre, el grupo demostró su apoyo a la dictadura de Pinochet, aunque perdió su propósito principal y se disolvió en septiembre de 1974, reapareciendo fugazmente en septiembre de 1988 para apoyar la opción «Sí» en el plebiscito de ese año que decidiría la continuidad de Augusto Pinochet en la presidencia de la República.

## Historia
Fue creado a comienzos de 1972, tras la llamada «marcha de las cacerolas vacías», protesta de mujeres ocurrida el 1 de diciembre de 1971, fecha que consideraban como fundacional. Entre sus miembros fundadores estaban la exdiputada María Correa Morandé y Elena Larraín Valdés, quienes habrían sido líderes del movimiento Acción Mujeres de Chile.

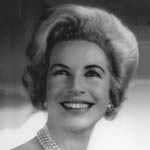
María Cristina Correa Morandé, líder del PF.

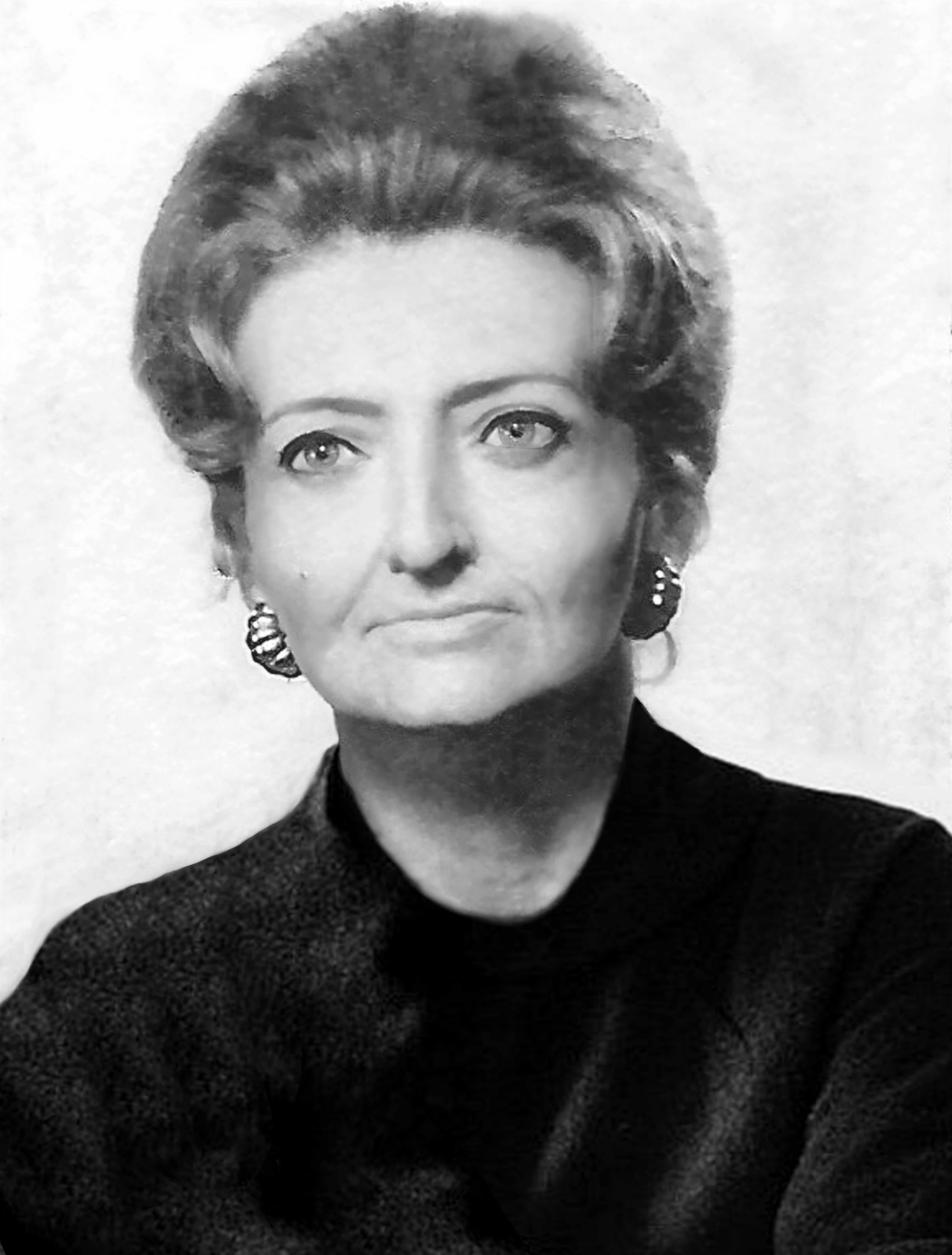
Elena Larraín Valdés, líder del PF.

Recibieron el apoyo expreso de la diputada por el Partido Nacional Silvia Alessandri. El PF tuvo en 1973 un programa en Radio Agricultura denominado Mujer-73, pero que posteriormente cambió su nombre a Poder Femenino.
El PF logró organizar a grandes cantidades de mujeres en contra del gobierno de Salvador Allende y se proyectaba como representante de todas las chilenas. Esta organización en su visión “reunió a mujeres de los distintos partidos políticos, independientes, gremiales y mujeres que antes no habían tenido actividad política, muchas de las cuales no habían trabajado juntas antes, y que convirtieron su actividad antiallendista en prioridad”. PF estimuló la cooperación y organización entre mujeres a pesar de sus diversas afiliaciones y “les permitió funcionar como una fuerza unida y poderosa”.
El 1 de diciembre de 1972 conmemoraron la «marcha de las cacerolas» con un acto en el Teatro Caupolicán. El 5 de septiembre de 1973 convocaron a una nueva protesta de mujeres en la Alameda de Santiago de Chile. Tras el golpe de Estado del 11 de septiembre, el grupo demostró su apoyo a la dictadura de Pinochet, aunque perdió su propósito principal y se disolvió en septiembre de 1974.
En septiembre de 1988, PF reapareció fugazmente —esta vez encabezado por la abogada Sara Navas Bustamante— para apoyar la opción «Sí» en el plebiscito de ese año que decidiría la continuidad de Augusto Pinochet en la presidencia de la República, junto a otras organizaciones femeninas partidarias de la dictadura militar, como Mujeres por el Sí y Mujeres de Chile. En dicha reaparición de PF no participaron algunas de las líderes que tuvo el movimiento durante el gobierno de Allende, como Elena Larraín, Elsa Montero, Victoria Armanet y Nelly Gallo.

## Características
Estaba compuesto —como su nombre lo indica— exclusivamente por mujeres, las cuales pertenecían principalmente a las clases medias y altas chilenas, aunque posteriormente se incorporaron las clases bajas debido al malestar ocasionado por el desabastecimiento durante el gobierno de Salvador Allende. El movimiento desde su inicio se presentó como apolítico e integrador, apelando a la identidad de género para legitimarse. Poder Femenino se jactó ante los políticos de derecha de poseer características conciliadoras y solidarias, que atribuían a su condición femenina. Según ellas, estas cualidades les permitía aliarse con otros partidos en busca de formar alianzas, cuestión que los hombres eran incapaces de lograr por sus aspiraciones de poder.[cita requerida]
El consejo coordinador de la agrupación estaba conformado por representantes de los gremios, la sección femenina de SOL (Solidaridad-Orden-Libertad, denominado como «movimiento cívico familiar», el cual había sido fundado en diciembre de 1971), El Frente Nacionalista Patria y Libertad, la Organización Javiera Carrera, Unidad Nacional Femenina (UNAFE), Unión Cívica Democrática (UCD), Unión Mujeres Libres, además de mujeres empresarias y profesionales sin afiliación. También participaban de las reuniones semanales dos representantes por cada uno de los partidos de oposición (Demócrata Cristiano, Nacional, Democracia Radical, de Izquierda Radical y Democrático Nacional).
Las protagonistas del movimiento evocan su movilización como un acto heroico, realzando lo que mencionan como valentía al oponerse siendo mujeres contra carabineros y también contra los partidarios del gobierno democrático de Unidad Popular. Para ellas esta fue una guerra de mujeres en la que aventajaron a los hombres en términos de coraje, pues ellas salieron primeramente a las calles y no contaron con su compañía sino hasta después de lograr éxito mediático con el golpeteo de cacerolas. La misma retórica aludiendo a la cobardía masculina, la utilizaron lanzando maíz a los cuarteles militares, incitando a los soldados a derrocar el gobierno de Salvador Allende mediante un golpe de Estado. También realizaron una manifestación contra el comandante en jefe del Ejército Carlos Prats, quien no apoyaba la idea de un golpe de Estado.